# Circondario di Fermo
Il circondario di Fermo era uno dei circondari in cui era suddivisa la provincia di Ascoli Piceno. Confinava a ovest e a nord con la provincia di Macerata (circondario di Macerata), a est con il Mar Adriatico e a sud con il circondario di Ascoli Piceno.

## Storia
Il circondario di Fermo fu istituito dal decreto Minghetti del 22 dicembre 1860, a parziale compensazione della soppressione della provincia di Fermo nel quadro della riorganizzazione territoriale delle Marche. La scelta del governo piemontese fu lungamente contestata dalla cittadinanza del capoluogo.
Il circondario di Fermo venne soppresso nel 1926 e il territorio assegnato al circondario di Ascoli Piceno.

## Geografia fisica

### Territorio
Il territorio del circondario corrispondeva esattamente a quello della preesistente provincia pontificia (delegazione di Fermo). Nonostante la ricostituzione, nel 2004, della soppressa provincia di Fermo, i due ambiti territoriali non sono perfettamente coincidenti. Erede della storica suddivisione amministrativa è invece il circondario del tribunale di Fermo, che esercita la propria giurisdizione entro i medesimi confini.

## Geografia antropica

### Suddivisioni amministrative
Il circondario di Fermo si divideva in 7 mandamenti e 47 comuni complessivi (1860), ridotti a 43 entro il 1877.
| Mandamento | Comuni |
| ---------- | --- |
| Fermo      | Altidona Belmonte Piceno Fermo Grottazzolina Lapedona Monte San Pietrangeli Montottone Porto San Giorgio Rapagnano Torre di Palme Torre San Patrizio |

| Mandamento  | Comuni                                |
| ----------- | ------------------------------------- |
| Grottammare | Campofilone Grottammare Marano Pedaso |

| Mandamento   | Comuni |
| ------------ | --- |
| Montegiorgio | Alteta Falerone Francavilla d'Ete Magliano di Tenna Massa Fermana Montappone Montegiorgio Monte Vidon Corrado |

| Mandamento    | Comuni |
| ------------- | --- |
| Monterubbiano | Montefiore dell'Aso Monte Giberto Monterubbiano Monte Vidon Combatte Moregnano Moresco Petritoli Ponzano di Fermo |

| Mandamento   | Comuni                             |
| ------------ | ---------------------------------- |
| Ripatransone | Cossignano Massignano Ripatransone |

| Mandamento     | Comuni |
| -------------- | --- |
| Santa Vittoria | Monsampietro Morico Montefalcone Appennino Monteleone di Fermo Montelparo Monte Rinaldo Ortezzano Santa Vittoria in Matenano Sant'Elpidio Morico Servigliano Smerillo |

| Mandamento          | Comuni                                       |
| ------------------- | -------------------------------------------- |
| Sant'Elpidio a Mare | Montegranaro Monte Urano Sant'Elpidio a Mare |